# Kościół Wszystkich Świętych w Jeżewie
Kościół Wszystkich Świętych w Jeżewie – zabytkowy rzymskokatolicki kościół parafialny należący do parafii pod tym samym wezwaniem (dekanat borecki archidiecezji poznańskiej) z 1740 roku
Wzmianki o pierwszym kościele katolickim w Jeżewie pochodzą z roku 1427. Obecna świątynia wzniesiona została w roku 1740. Ufundowana została przez Jana Rydzyńskiego. Budowla była remontowana w 1829 i 1841 roku. W 1927 roku została wykonana nowa polichromia. Kościół był ponownie remontowany w 1958 roku. W latach 90. XX wieku i w 2009 roku został odnowiony.

## Opis
Kościół jest budowlą drewnianą o konstrukcji szkieletowej, jednonawowa, posiada konstrukcję słupowo-ramową. Świątynia jest orientowana. Jej prezbiterium nie jest wydzielone z nawy, zamknięte jest trójbocznie, z boku znajduje się zakrystia. Po bokach nawy są umieszczone dwie kaplice tworzące pozorny transept, są one zamknięte trójbocznie i posiadają kalenice niższe od nawy głównej. Od frontu znajduje się wieża konstrukcji słupowej, posiadająca kruchtę w przyziemiu i przedsionek z boku. Zwieńcza ją blaszany cebulasty dach hełmowy z ośmioboczną latarnią. 
Budowlę nakrywa dach jednokalenicowy, pokryty gontem, na dachu jest umieszczona wieżyczka na sygnaturkę. Jest ona zwieńczona blaszanym cebulastym dachem hełmowym z latarnią. Wnętrze nakryte jest płaskim stropem wspólnym dla nawy i prezbiterium, na ścianie namalowana jest polichromia z 1958 roku, wykonana przez artystę Grzeszczaka. Chór muzyczny jest podparty sześcioma słupami i posiada wystawkę w części centralnej. 
Wyposażenie w stylu późnobarokowym pochodzi z około połowy XVIII wieku: należą do niego ołtarz główny i 2 boczne. Kropielnica kamienna w formie kielicha pochodzi z XVI wieku. W stylu barokowym są wykonane: ambona z rzeźbą Mojżesza i chrzcielnica w formie płonącego serca Jezusa, pochodzące z połowy XVIII wieku. We wnętrzu znajduje się obraz autorstwa Wojciecha Budzyńskiego z 1746 roku. 
Obok kościoła znajduje się dzwonnica z 1832 roku oraz plebania z lat 1818–1825. 